# Introducing The Style Council
Introducing The Style Council är ett minialbum av den brittiska gruppen The Style Council utgivet 1983. Det innehåller låtar från gruppens tre första singlar samt en klubbmix av Long Hot Summer. Gruppens första fullängdsalbum Café Bleu utkom året därpå.

## Låtförteckning
1. Long Hot Summer - 6.58
2. Headstart for Happiness - 2.47
3. Speak Like a Child - 3.15
4. Long Hot Summer (Club Mix) - 6.52
5. The Paris Match - 3.45
6. Mick's Up - 3.10
7. Money-Go-Round - 7.42